# Stiebel Eltron
Штибель Эльтрон (нем. Stiebel Eltron) — предприятие, занимающееся производством электроотопительной техники и располагающееся в Хольцминдене (Нижняя Саксония). Находящаяся в семейной собственности группа предприятий «Штибель Элтрон» является производителем электроприборов, водонагреватателей и отопительных приборов, а также систем для использования возобновляемой энергии, отопления тепловыми насосами, солнечных коллекторов и оборудования для вентиляции квартир с регенерацией тепловой энергии. STIEBEL ELTRON  - это международная корпорация, которой принадлежит 5 заводов. Она имеет представительства в 17 различных странах мира и управляет рядом национальных и интернациональных брендов, таких как AEG Haustechnik, Tataramat, Zanker, GEOWELL, Tecalor и др. Оборот компании составляет около 600 млн евро в год. Количество сотрудников, работающих в компании, достигло 3 700 человек.

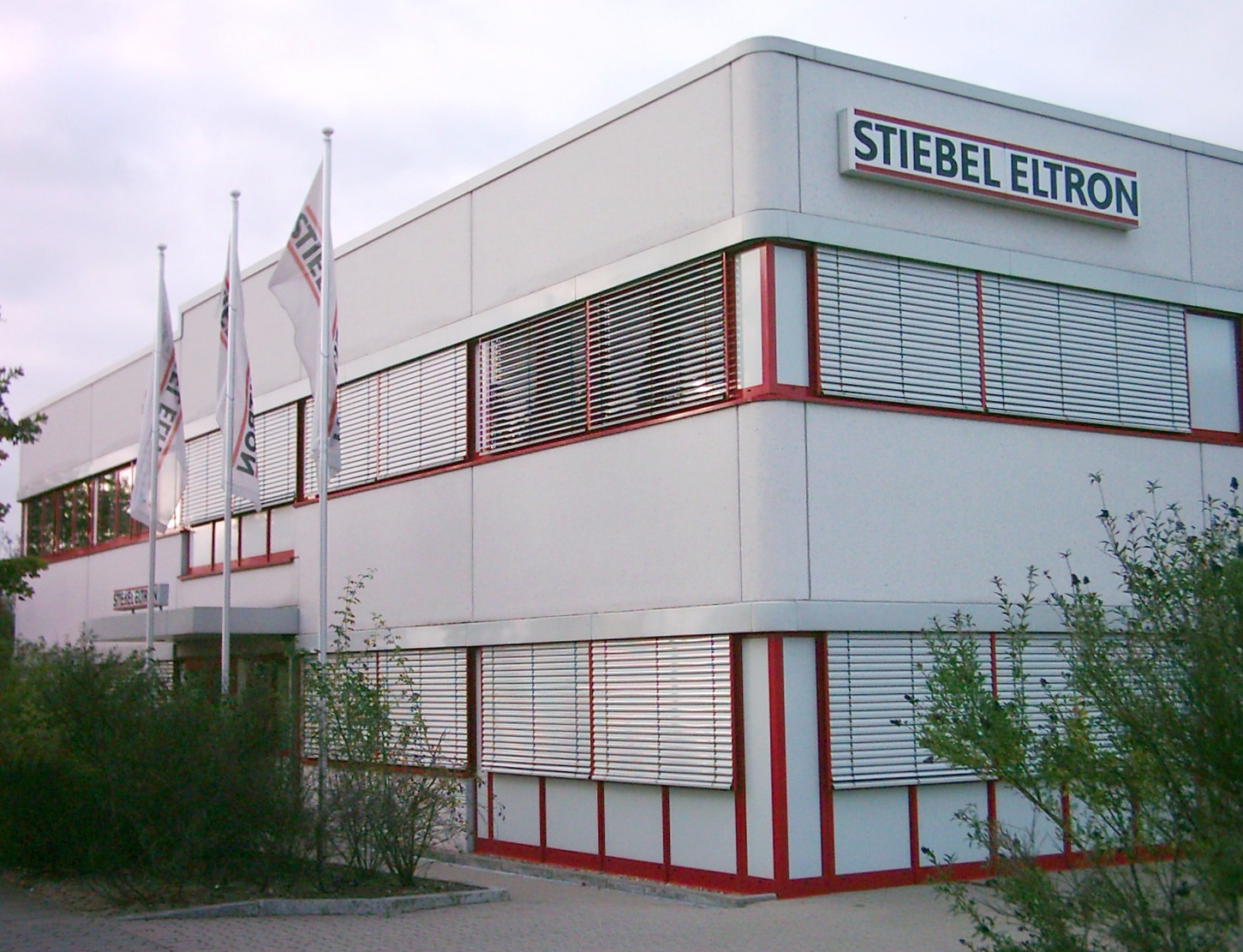
Штибель Элтрон, филиал в Гамбурге

## История до 1945 года
1 апреля 1924 г. д-р Теодор Штибель открыл в берлинском районе Кройцберг фирму «ЭЛТРОН Др. Теодор Штибель», офис которой находился по адресу: ул. Райхенбергер-штрассе 143, а стартовый капитал составлял 20 000 имперских марок. По свидетельству о регистрации начало деятельности датируется 5 мая 1924 г.
Деньги на фирму ему одолжил дядя Герман Штибель, владеющий гостиницей в Гамбурге, и другой дядя Карл Реезе, владевший в Хольцминдене металлообрабатывающей фабрикой (консервной фабрикой).
Запатентовав своё изобретение — первый в мире цилиндрический погружной электрокипятильник с полым цилиндром, который впечатлил посетителей Лейпцигской весенней выставки 1924 года своим быстрым нагреванием и коротким сроком охлаждения, он заложил основу начавшегося в 1925 г. крупносерийного производства этих изделий.
Сначала над изготовлением цилиндрических погружных электрокипятильников трудилось 10 человек в двух снятых помещениях на Райхенбергер-штрассе 143 и Оппельнер-штрассе 34 в Берлине.
3 марта 1925 г. состоялся переезд на 3 этаж по адресу: Райхенбергер-штрассе 160, где сначала тоже изготавливались только погружные кипятильники марки «Элтро», годовая выработка которых составляла до 60 000 штук. В 1927 году предприятие насчитывало 26 сотрудников и достигло годового оборота в 184 745 имперских марок. Розничная цена одного погружного кипятильника составляла примерно 3 имперских марки. С 1927 по 1932 гг. были сняты дополнительные помещения, и первые кипятильники отправились на экспорт в Австралию, Индию, Китай и Южную Америку.
В 1927 году был открыт первый зарубежный филиал в Лондоне, а в 1929 году — филиал в Цюрихе. В 1928 году было начало производство первого двухступенчатого маломощного проточного нагревателя (1000 Вт) с фарфоровым корпусом, годовая выработка составила 35 500 штук. Фирменное наименование из «Элтро» превратилось в «Элтрон», логотип был создан Паулем Реезе из Хольцминдена, отцом Карла Реезе. В 1931 году был разработан проточный накопитель с резервуаром емкостью 3 л, который нагревал воду за счет двух нагревательных элементов мощностью по 500 Вт с возможностью регулирования термостатами.
В 1932 г. компания «Элтрон» представила на выставке электронагревательных приборов в Эссене выставочный стенд водонагревательных приборов емкостью от 3 до 600 литров. В 1934 г. состоялся переезд из берлинского района Кройцберг на Эресбург-штрассе 22-23 в берлинский район Темпельхоф, так как уже не хватало прежних площадей. Ровно 150 сотрудников были заняты на производстве, годовой оборот составил миллион имперских марок.
Ассортимент изделий постоянно возрастал, и до 1938 года было получено 35 немецких и 12 зарубежных патентов. С 1938 г. началось производство кипятильных автоматов различных размеров для промышленного назначения (использования в ресторанах и на крупных кухонных производствах). В 1938 г. было изготовлено ровно 208 000 погружных кипятильников, 4050 накопителей для ванн и 620 кипятильных автомата. Только 5 % из них ушло на экспорт. Уже с 1937 г. предприятию запретили использовать медь в бойлерах. В 1939 г. предприятие насчитывало уже 350 работников, а годовой оборот составил 3,2 млн имперских марок.
Во время Второй мировой войны предприятие было переведено на производство оборонных изделий для военной авиации. Из-за опасности бомбардировок союзными войсками части производства были переведены в июле 1941 г. в городе Бишвайлер, в Эльзасе под именем «Эльтермо» (с числом работников 200 чел.), а в августе 1943 г. - в Любско (нем. название: Зоммерфельд) в Лужиции (Лаузитце) (с числом работников 375 чел.).
В 1943 г. офис фирмы и завод в Берлине-Темпельхофе подверглись бомбардировке, летом 1943 г. состоялся переезд в Хольцминден на юг Нижней Саксонии. Большую часть оборудования удалось спасти и во время войны вывезти по железной дороге из Берлина в Хольцминден. С 1 апреля 1944 г. работу на предприятии продолжили сотрудники из числа постоянного берлинского штата, новые работники из Хольцминдена и военнопленные (преимущественно итальянцы), занятые на принудительных работах. Служба планирования исследовательского совета Германии выдала фирме заказы на изготовление высотных рулевых механизмов с двумя рулями размерами примерно 60-70 см для самолёта-снаряда «Физелер Фи 103» (называемого также V1). Готовые детали были транспортированы по железной дороге из Хольцминдена в концентрационный лагерь Дора-Миттельбау недалеко от Нидерзаксверфен для их последующей обработки. Во время войны на различных заводах фирмы «Штибель-Элтрон» изготавливались также противообледенительные устройства и электрические соединительные провода для пулемётов самолётов-бомбардировщиков, специальные печи для бомбоубежищ (было изготовлено ровно 50 000 штук), а также электронагрев прожекторов зенитных пушек. Летом 1944 г. перед главным зданием завода «Штибель Элтрон» в Хольцминдене был построен бетонный бункер площадью 80 кв. м.

## История с 1945 года
После окончания войны на заводе в Хольцминдене, под управлением американской военной администрации, работало 2500 человек. Существовало множество запретов на производство; кроме того, завод стоял под угрозой ликвидации. В процессе создания зон оккупации, город Хольцминден, в том числе и завод, попал под управление британской армии, штаб которой находился в Хильдесхайме. С июля 1945 г. рядом с территорией завода, стоящего перед угрозой ликвидации, постепенно возобновлялось гражданское производство. Так, вскоре после войны фирма «Штибель Элтрон» начала производить сковородки, кастрюли и разбрызгиватели, а также кухонные плитки, сушильные печи с циркуляцией воздуха, отражательные печи и электрогрелки. Производство водонагревательных приборов возобновилось в Хольцминдене (где на тот момент трудилось 400 человек) только в 1946 г. На заводах в Берлине и Мюнхене («Эльтермо») тоже началось производство, кроме того, наладился сбыт электроугольных водонагревателей.
17 октября 1947 г. союзными войсками было принято решение демонтировать оборудование. Предполагалось, что основная его часть подлежала отправке в Советский Союз.
С 1949 года началось производство нового гидравлического проточного нагревателя с обозначением DH18.

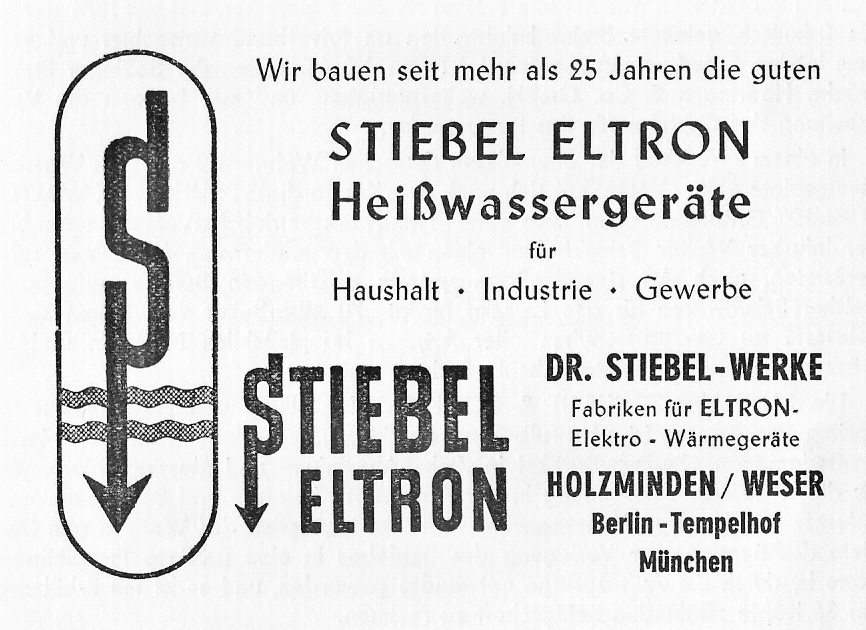
Реклама с логотипом группы компаний «Штибель Элтрон» с 1950 по 1970 гг.

В 1952 году фирма «Штибель Элтрон» стала производить бортовые кухни для пассажирских самолётов, а с 1957 года соответствующие кофейные аппараты для рейсовых самолётов и небольшие бойлеры.

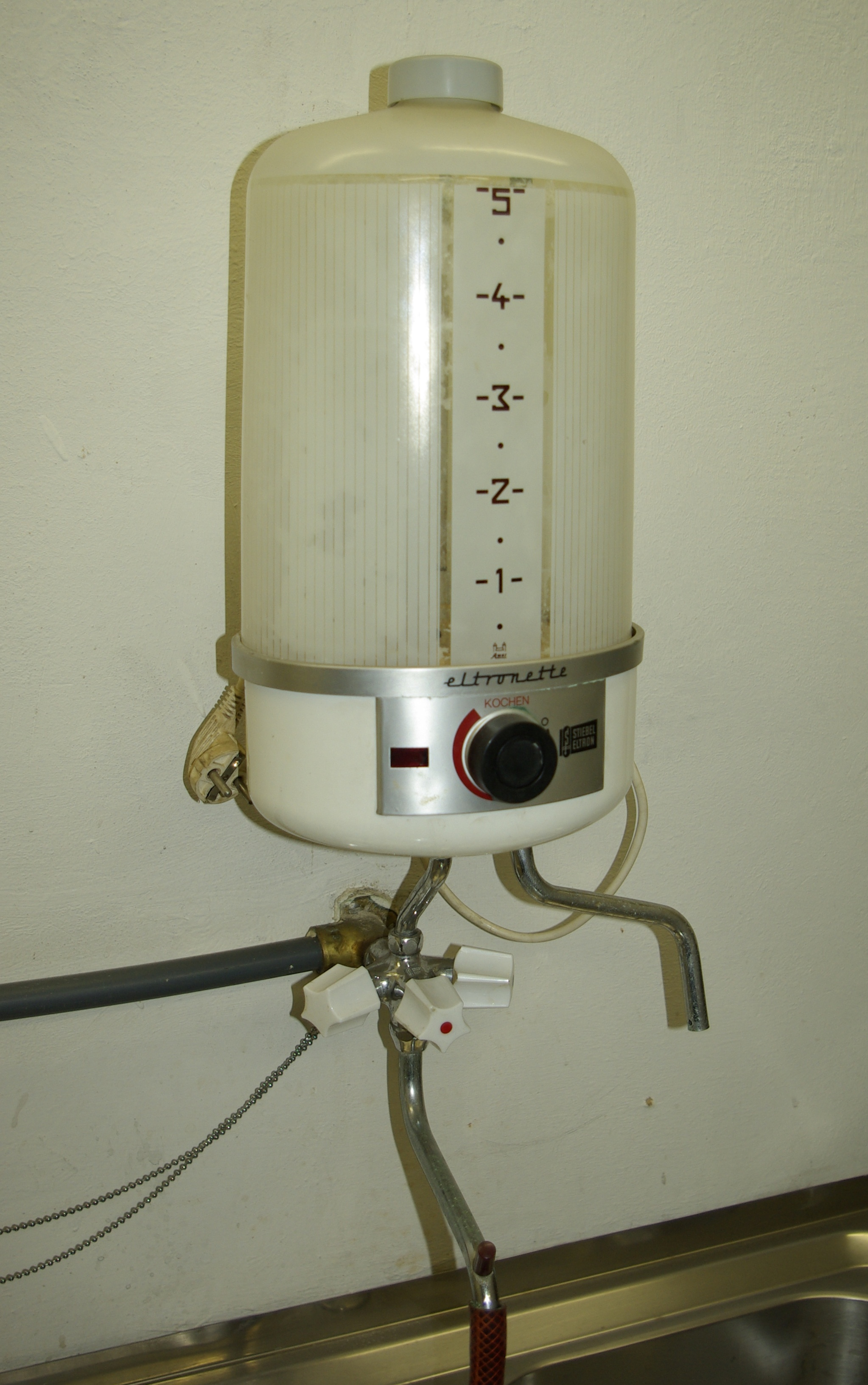

В 1953 году численность работников составляла 548 человек. Компания «Штибель Элтрон» достигла оборота в 12,6 млн немецких марок. В 1954 году на трех заводах предприятия трудилось 750 человек, 35 процентов из них были переселенцами-фольксдойчами из Судетенланда, Югославии, Польши, Венгрии.
Первый кипятильник объёмом 5 литров типа ЕВК 5 был произведен в 1958 году, и в этом же году объёмы его производства достигли 145 000 штук.
9 сентября 1960 года основатель фирмы Теодор Штибель скончался в возрасте 66 лет (добровольная смерть), и предприятие поровну перешло к его двум сыновьям от второго брака Франку и Ульриху Штибелям.
В 1962 году на предприятиях «Др. Штибель Верке Гмбх & Ко» было занято более 2 200 человек.
С 1964 года предприятие занималось производством печей конвекционного типа, с 1965 года — гладильных прессов (производство продолжалось до начала 80-х годов), и с 1969 года — современных электроотопительных приборов, в том числе отопительных приборов с ночным аккумулированием.
В 1968 году число работников фирмы составляло 2693 человек, годовой оборот вырос до 130 млн немецких марок.
В 1969 году предприятие получило известность благодаря необычной рекламной кампании со слоганом «Штибель Элтрон — всегда горячая вода», которую разработал известный рекламщик, деятель искусства и фотограф Шарль Пол Уилп.
Первый нефтяной кризис 1973 года вызвал сокращение сбыта. Из-за рецессии в 1974 году предприятие отказалось от завода в Мюнхене и перевело производство в Хольцминден.
С 1973 года компания «Штибель Элтрон» стала укреплять сектор отопительной техники и достигла в том году оборота в 240 млн марок.
В 1974 году в городе Килкис недалеко от Тессалоники в Греции было создано дочернее общество фирмы «Штибель Элтрон» — Хеллас АГ, занимающееся изготовлением гелиосистем.
В 1976 году началось производство тепловых насосов для отопления с использованием тепла окружающей среды. С 1977 года стали разрабатываться солнечные коллекторы.
В 1979 году к числу товаров были добавлены первые тепловые водонагревательные насосы.
В 1982 и 1983 году предприятие в целях экономии распустило почти 400 работников в Хольцминдене.
В 1986 году фирма приобрела созданное в 1962 году в Дибурге предприятие «Гидротерм Герэтебау ГмбХ» (производство газовых котлов и теплотворных приборов) и включила в состав завода в Хольцминдене, которому с 1980 года принадлежала также фирма «Карл Хагенбергер ГмбХ» (фирма по оптовой продаже отопительных приборов, расположенная в Ашхайме в окрестностях Мюнхена).
В 1987 году предприятие предложило мировому сообществу первый электронный проточный нагреватель, разработанный инженером Эрнстом Аппуном.
С 1991 года, когда появились системы квартирной вентиляции с регенерацией тепловой энергии, оборот группы предприятий «Штибель Элтрон» составил 256 млн марок. В 1992 году на улице Люхтрингер Вег было построено здание обучающего центра.
С 1992 года продукция STIEBEL ELTRON стала продаваться в России.
В 1994 году число работников насчитывало в группе предприятий «Штибель Элтрон» 2700 человек, годовой оборот составил 600 млн марок. Предприятие стало первым немецким изготовителем, составляющим для водонагревателей накопительного типа оценку воздействия на окружающую среду на весь срок службы.
В 1997 году фирма «Штибель Элтрон» представила готовую для серийного производства топливно-сенсорную систему SCOT (System Control Technology), которая была способна самостоятельно распознавать различные характеристики газа и регулировать газовые генераторы во всех европейских странах без затратной пригонки или локальной настройки газовых источников. На эти инновации в 2000 году была выделена премия в размере 20 000 марок в целях перспективного применения природного газа в немецкой газовой промышленности.
В 1998 году дочерняя фирма «Гидротерм ГмбХ» (газо-отопительные приборы) была продана компании «Иммергаз» в Италии. Техническое обслуживание и сервис ныне осуществляются фирмой «Иннотерм ГмбХ», находящейся в Лангенхагене рядом с Ганновером.
С 1999 года началось производство интегральной системы LWZ 303, которая впервые объединяет все домашние системы в одном устройстве: квартирную вентиляцию с регенерацией тепловой энергии, отопление и подогрев воды в комбинации с тепловоздушным насосом.
В 2000 году фирма «Штибель Элтрон» выступила соинициатором проекта Экспо-2000. Сорок жилых домов со стандартным расходом энергии на участке Бромбеервег Хольцминден были оборудованы различными системами передовой энергетики (технология тепловых насосов, использование солнечной энергии, теплотворная техника).
В 2001 году предприятие перевело производство солнечных коллекторов из Греции в Хольцминден.
С 1 января 2001 года группа предприятий «Штибель Элтрон» приобрела у холдинга «Электролюкс» фирму «Электролюкс Хаустехник Гмбх» с маркой AEG. Фирма, офис которой находился в Нюрнберге, была переименована в «ЭХТ Хаустехник Гмбх» и должна была заниматься разработкой и сбытом бытовых приборов AEG по всему миру. Кроме того, она взяла на себя функции по сбыту товаров фирмы «Цанкер Хаустехник» и внутреннему сбыту товаров фирмы «Ольсберг Хаустехник ГмбХ & Ко. КГ».
В 2003 году годовой оборот составил 300 млн евро. Численность сотрудников — 2000 человек.
23 сентября 2004 года предприятие объявило о том, что один из директоров, ответственный за сбыт и маркетинг, Франк Шмидт из Хекстера с января 2005 года передаст свои полномочия Карлхайнцу Райтце.
В октябре 2005 года предприятие сообщило о решении закрыть завод в Берлине-Темпельхофе и перевести 95 сотрудников в Хольцминден.

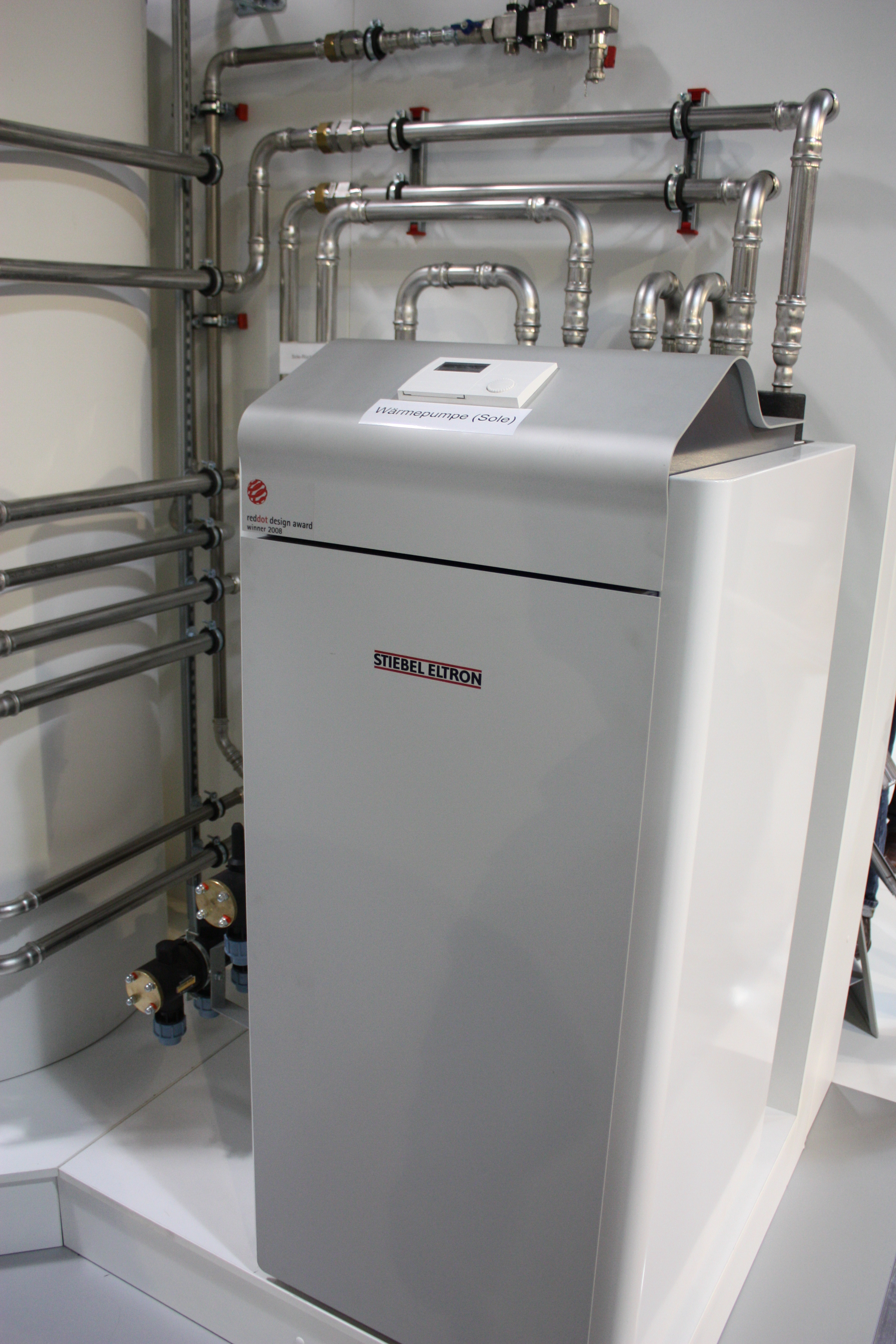
Тепловой насос (рассольный) на Международной радиовыставке в 2010 году в Берлине

В мае 2006 года стало известно, что один китайский производитель стал выпускать копию электросушилки для рук типа HTE 4 и продавать её в Германии. Такие китайские сушилки можно было найти, например, в магазине «Оби» в Хекстере.
В 2006 году компания «Штибель Элтрон» достигла оборота в 417 млн евро (40 % из них за рубежом), численность сотрудников составила около 3000 человек, из них 1450 трудятся в Хольцминдене. 19 сентября 2006 года были заложены основы нового современного производства тепловых насосов. 25 мая 2007 года было запущено пять новых производственных линий для изготовления 40 000 тепловых насосов в год, например, типа WPC 10, на установку которых было потрачено 10 млн евро. В 2009 году был построен второй цех по изготовлению тепловых насосов.
В 2007 году в Хольцминдене открылся самый крупный и современный в Центральной Европе завод тепловых насосов. В строительство цеха им. д-ра Теодора Штибеля инвестировано более 10 миллионов евро.
В 2007 году в Москве было открыто официальное торговое представительство компании  ООО «Штибель Эльтрон», занимающееся поставкой и технической поддержкой продукции STIEBEL ELTRON, AEG и TATRAMAT.
В июле 2007 года в совместной акции с таможней, широко освещаемой средствами массовой информации, катком весом 12 тонн предприятие уничтожило в Ганновере ровно 200 из 4000 конфискованных китайских подделок ванного водонагревателя быстрого нагрева серии СК. Если бы эти товары остались на рынке, то экономический ущерб фирмы, по расчетам директора Карлхайнца Райтце, составил бы примерно миллион евро.
Из-за новой экологической политики и планируемого запрета на использование в Германии отопительных приборов с ночным аккумулированием с 2020 г. в домах, количество квартир в которых больше пяти, произошло сокращение сбыта отопительных приборов с электроаккумулированием производства фирмы «Штибель Элтрон» с 340 000 в 1997 году до 65000 в 2007 году.
17 октября 2008 года министерство экономики Нижней Саксонии выделило предприятию ссуду в размере 2,3 млн евро под 10 %. Такова была поддержка государства на цели расширения производства. Компания «Штибель» планировала потратить эти средства на строительство фотовольтаической фабрики.
В январе 2010 года был открыт новый торгово-обучающий центр в Оберхаузене, созданный вместо прежних сбытовых центров в Дортмунде и Кёльне. С 2010 года в ассортименте товаров фирмы «Штибель Элтрон» представлены фотовольтаические модули, которые изготавливает дочернее предприятие «Хелтрон», расположенное в Брайзахе.
С 1 января 2010 года началось стратегическое партнёрство с финской группой предприятий «Упонор» в сегментах санитарно-технического, отопительного и климатического оборудования.
В мае 2011 года предприятие начало кооперационное партнерство с созданной в 2002 году фирмой «СорТех АГ», расположенной в Халле на реке Зале, которая занимается производством адсорбционных холодильных машин.
В сентябре 2012 года было инвестировано 6,5 млн евро на строительство нового логистического центра.
К 1 октября 2012 года дочернее предприятие «Хелтрон» было непосредственно присоединено к фирме и продолжило свою деятельность под маркой «Штибель Элтрон». Фирма вместе с производством переехала из Брайзаха в Хольцминден.
1 февраля 2013 года было создано дочернее предприятие в городе Мянтсяля в Финляндии.
В 2020 г. российское представительство STIEBEL ELTRON РОССИЯ продолжило работать в формате совместного предприятия с прямым участием STIEBEL ELTRON INTERNATIONAL GmbH.

## Руководство предприятием

### Участники и совладельцы с 1960 г.
- Франк Штибель
- Ульрих Штибель

### Директора предприятия
- Николас Маттен, коммерция, финансы
- Кай Шифельбайн, производство

Председатель производственного совета предприятия — Инкен Шефер.

## Структура предприятия
Группа предприятий «Штибель Элтрон» состоит из головной компании — «Доктор Теодор Штибель Верке ГмбХ & Ко. КГ» и двух подчиненных фирм: «Штибель Элтрон ГмбХ & Ко. КГ» и «Штибель Элтрон Интернациональ ГмбХ».

## Филиалы производственных фабрик и сбытовых центров
- Хольцминден, офис фирмы и основная производственная фабрика
- Эшвеге, завод по изготовлению маломощных бойлеров, кипятильных приборов, сушилок для рук и термопластичных деталей
- Попрад, завод в Словакии под именем Татрамат, занимающийся, среди прочего, производством эмалированных бойлеров емкостью от 10 до 600 литров
- Аюттхайа, завод в Бангкоке в Таиланде, производственная фабрика по производству душевых установок и маломощных проточных нагревателей
- Тяньцзи́нь, с 2005 года производственная фабрика в Китайской народной республике, занимающаяся, среди прочего, изготовлением конвекторов и теплоаккумуляторов для азиатского рынка
- Эшборн, сбытовой центр Митте (раньше сбытовой центр Франкфурт)
- Гамбург-Моорбург, сбытовой центр Норд (раньше сбытовой центр - Гамбург)
- Оберхаузен (Альт-Оберхаузен), сбытовой центр Вест (с января 2010 г., заменяет прежние сбытовые центры в Дортмунде и Кельне-Оссендорфе)
- Маркклееберг, сбытовой центр Ост (раньше сбытовой центр - Лейпциг)
- Нойрид (около Мюнхена), сбытовой центр Южной Баварии (раньше сбытовой центр Мюнхен)
- Штутгарт-Вайлимдорф, сбытовой центр Южного Баден-Вюрттемберга (раньше сбытовой центр - Штутгарт)

## Дочерние фирмы
- Штибель Фервальтунгс-ГмбХ
- Дочерние фирмы «Штибель Эльтрон» в европейских странах:

- Москва, Россия
- Брюссель, Бельгия
- Мец, Франция
- Хертогенбос, Нидерланды
- Вельс, Австрия
- Варшава, Польша
- Катринехольм, Швеция
- Праттельн (с 1998 года, раньше в Муттенце), Швейцария
- Прага, Чехия
- Братислава, Словакия
- Будапешт, Венгрия

- В 3 азиатских странах:

- Гуанчжоу, Китайская народная республика
- Токио, Япония
- Банг Па Ин, провинция Аюттхая, Таиланд

- А также в Уэст-Хатфилде, Массачусетс, США и в Ричмонде.
- Кроме того, предприятие имеет торговые представительства в 20 странах.
- ЭХТ Хаустехник ГмбХ по сбыту товаров марки АЕГ
- Текалор ГмбХ, Хольцминден
- Геовелл ГмбХ, Марль (бурение под тепловые насосы)
- ХЕЛТРОН ГмбХ, Брайзах (солнечные модули)

## Членство в профессиональных организациях
- Федеральный промышленный союз Германии производителей техники для зданий, энергетического и экологического оборудования, Кёльн
- www.bdh-koeln.de, ранее — Федеральный союз немецкой отопительной промышленности
- Федеральный союз производителей тепловых насосов, Берлин (с 1993 г.)
- Федеральный союз по материальному снабжению, закупкам и логистике, Франкфурт-на-Майне
- Центральное объединение немецкой электротехнической отрасли и ИТ, Франкфурт-на-Майне
- Центральное объединение электротехнической и электронной промышленности, Франкфурт-на-Майне
- Федеральный промышленный союз по отопительным, климатическим санитарно-техническим системам, Бонн
- Центральное объединение по санитарно-техническому, отопительному, климатическому оборудованию/ гражданскому строительству и энергетике Германии
- Соиздатель инициативной группы [Вэрме+] общества по энергетическим услугам «GED Gesellschaft für Energiedienstleistung GmbH & Co. KG», Франкфурт-на-Майне
- Немецкий союз оптовых фирм-продавцов бытовой техники, Бонн
- Член немецкого объединения по непрерывному строительству (с января 2011 г.)

## Спонсорство
С 1999 года и до настоящего времени предприятие является генеральным спонсором спортивного объединения ТСФ Обергюнцбург (триатлон), немного позже фирма стала спонсором спортивной формы для объединения ТБФ Лемго (гандбол). С 2010 г. фирма также является спонсором Кубка Швейцарии по футболу и проводящегося каждые два года международного театрального фестиваля в Хольцминдене. Ульрих Штибель является председателем правления созданного им «Благотворительного фонда помощи приемным детям».